# 仙台市立人来田小学校
仙台市立人来田小学校（せんだいしりつ ひときたしょうがっこう）は、宮城県仙台市太白区にある公立小学校である。

## 概要
仙台市南西部のニュータウン群の人口増加に伴い、既存の上野山小学校や太白小学校、生出小学校の生徒数が増えて大規模になったために人来田地区に新たに小学校を設置することとなり、1980年代半ばに新設校である人来田小学校が開校した。

## 沿革
- 1982年（昭和57年）4月1日 - 上野山小・生出小・太白小から分離開校[1]。

## 学区
- 日本平、羽黒台、旗立、人来田、茂庭字人来田山の一部、山田字旗立[2]

## 卒業後
- 人来田中学校（一部は山田中学校や生出中学校）へ進学する[2]。